# Courcy, Manche

Courcy este o comună în departamentul Manche, Franța. În 1 ianuarie 2022 avea o populație de 623 de locuitori.